# Liste der Kulturdenkmale in Burk (Bautzen)

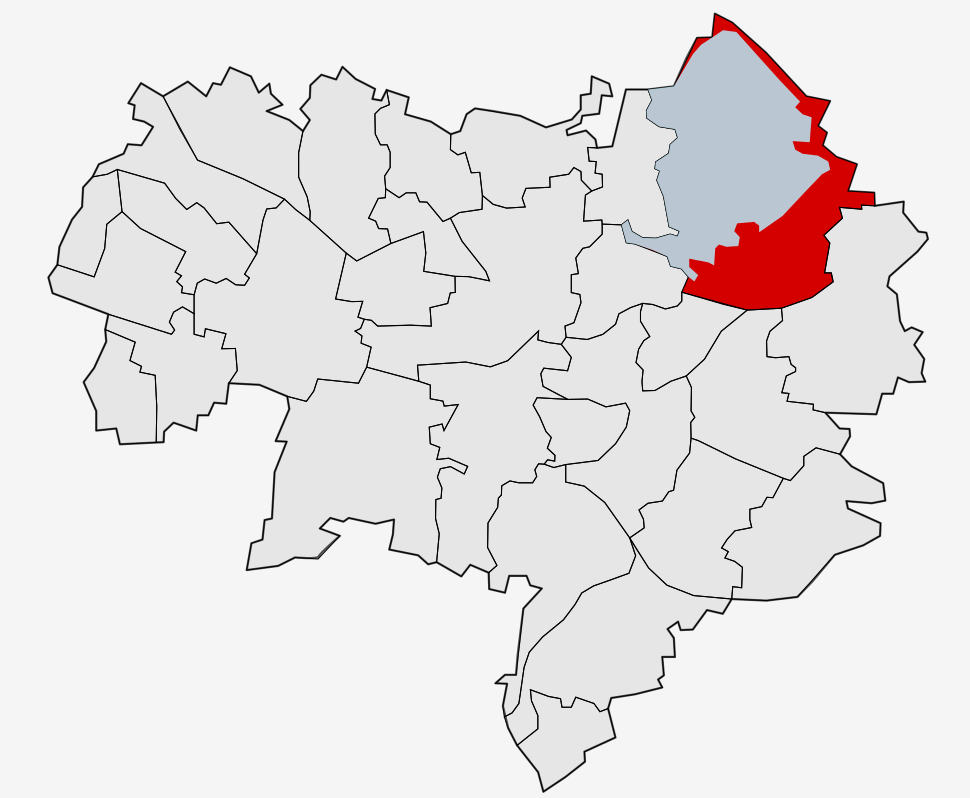
Lage von Burk in Bautzen

In der Liste der Kulturdenkmale in Burk sind die Kulturdenkmale des Bautzener Ortsteils Burk verzeichnet, die bis März 2018 vom Landesamt für Denkmalpflege Sachsen erfasst wurden (ohne archäologische Kulturdenkmale). Die Anmerkungen sind zu beachten.

## Liste der Kulturdenkmale in Burk
| Bild                                    | Bezeichnung                                                                                         | Lage                          | Datierung                                                                | Beschreibung | ID       |
| --------------------------------------- | --------------------------------------------------------------------------------------------------- | ----------------------------- | ------------------------------------------------------------------------ | --- | -------- |
| Direkt Bild zu diesem Denkmal hochladen | Nördliche Scheune, südliches Stall-Scheunen-Gebäude und Bruchsteinmauer eines Vierseithofes         | Malsitzer Weg 1 (Karte)       | 1. Hälfte 19. Jahrhundert (Scheune); bezeichnet mit 1821 (Seitengebäude) | Baugeschichtlich und wirtschaftsgeschichtlich von Bedeutung. - Nördliche Scheune: stattlicher massiver Baukörper, Bruchstein, ehemals verputzt, mit großen segmentbogigen Toröffnungen hof- und rückseitig - Südliches Stall-Scheunen-Gebäude (ausgebaut zum Fliesenhandel): stattlicher Baukörper aus Bruchsteinmauerwerk, Eckquaderungen (Granitblöcke); alle sonstigen Fenster- und Türöffnungen mit Granitgewänden, Erdgeschoss des Scheunenteils mit drei Granitpfeilern einschließlich Basis und Kämpfer sowie Kappengewölbe mit Gurtbögen, im Erdgeschoss des Stallteils originaler Granittürstock mit Datierung „GR 1821“ sowie authentisch erhaltenen Kappengewölben mit Gurtbögen auf Wandkonsolen, Satteldach mit doppelter Biberschwanzdeckung - Mauer: als Verbindung zwischen nördlicher und westlicher Scheune in Bruchstein, aber mit Ziegellagen als Mauerkrone Leider ist der Hofeindruck insgesamt durch neuere flächige Betonpflasterung gestört; ehemaliges Wohnhaus ruinös und westliche Scheune saniert; beides ohne Denkmalwert. | 09251393 |
| Direkt Bild zu diesem Denkmal hochladen | Wohnhaus in offener Bebauung mit seitlichem und rückseitigem Anbau (ehemals Schule)                 | Nimschützer Straße 7 (Karte)  | Bezeichnet mit 1837                                                      | Ortsgeschichtlich von Bedeutung; bezeichnet mit „1837 - S. H.“; Krüppelwalmdach, Gaupe; bis April 2008 irrtümlich unter 27 in der Denkmalliste geführt, laut ALK-Daten Nr. 7 | 09251431 |
| Direkt Bild zu diesem Denkmal hochladen | Schullandheim: Wohnhaus und Reste der originalen Einfriedung                                        | Nimschützer Straße 10 (Karte) | Bezeichnet mit 1910                                                      | Baugeschichtlich und ortsgeschichtlich von Bedeutung; früher Grundschule; seitlich vorgezogener Baukörper mit Fachwerk im ersten Obergeschoss, darin originale Fenster, geteilt in 16 kleine Scheiben; überdachter Giebel; Krüppelwalmdach, reiche Dachlandschaft; teilweise originale Fenster; bezeichnet mit „3. 7. 1910“ | 09251432 |
| Direkt Bild zu diesem Denkmal hochladen | Wohnhaus und originale Einfriedung                                                                  | Nimschützer Straße 20 (Karte) | Bezeichnet mit 1907                                                      | Baugeschichtlich von Bedeutung; bezeichnet mit „1907 - A. H.“; Putzgliederung; getreppter Giebel; Betonung des Erdgeschosses durch Fensterbekrönung; über zweiter Tür schlußsteinartiger Abschluss mit Abbildung eines Pferdes | 09251434 |
| Direkt Bild zu diesem Denkmal hochladen | Wohnhaus mit Stall, drei Scheunen und Reste der originalen Einfriedung eines ehemaligen Bauernhofes | Nimschützer Straße 31 (Karte) | Um 1895/1900 (Bauernhaus); bezeichnet mit 1891 (Scheune)                 | Baugeschichtlich und wirtschaftsgeschichtlich von Bedeutung. - Wohnhaus: spitzes Dach, Fenstergewände - Scheunen: bezeichnet mit 1891 (Tafel), fast originaler Zustand | 09251437 |

## Tabellenlegende
- Bild: Bild des Kulturdenkmals, ggf. zusätzlich mit einem Link zu weiteren Fotos des Kulturdenkmals im Medienarchiv Wikimedia Commons. Wenn man auf das Kamerasymbol klickt, können Fotos zu Kulturdenkmalen aus dieser Liste hochgeladen werden:
- Bezeichnung: Denkmalgeschützte Objekte und ggf. Bauwerksname des Kulturdenkmals
- Lage: Straßenname und Hausnummer oder Flurstücknummer des Kulturdenkmals. Die Grundsortierung der Liste erfolgt nach dieser Adresse. Der Link (Karte) führt zu verschiedenen Kartendiensten mit der Position des Kulturdenkmals. Fehlt dieser Link, wurden die Koordinaten noch nicht eingetragen. Sind diese bekannt, können sie über ein Tool mit einer Kartenansicht einfach nachgetragen werden. In dieser Kartenansicht sind Kulturdenkmale ohne Koordinaten mit einem roten bzw. orangen Marker dargestellt und können durch Verschieben auf die richtige Position in der Karte mit Koordinaten versehen werden. Kulturdenkmale ohne Bild sind an einem blauen bzw. roten Marker erkennbar.
- Datierung: Baubeginn, Fertigstellung, Datum der Erstnennung oder grobe zeitliche Einordnung entsprechend des Eintrags in der sächsischen Denkmaldatenbank
- Beschreibung: Kurzcharakteristik des Kulturdenkmals entsprechend des Eintrags in der sächsischen Denkmaldatenbank, ggf. ergänzt durch die dort nur selten veröffentlichten Erfassungstexte oder zusätzliche Informationen
- ID: Vom Landesamt für Denkmalpflege Sachsen vergebene, das Kulturdenkmal eindeutig identifizierende Objekt-Nummer. Der Link führt zum PDF-Denkmaldokument des Landesamtes für Denkmalpflege Sachsen. Bei ehemaligen Kulturdenkmalen können die Objektnummern unbekannt sein und deshalb fehlen bzw. die Links von aus der Datenbank entfernten Objektnummern ins Leere führen. Ein ggf. vorhandenes Icon  führt zu den Angaben des Kulturdenkmals bei Wikidata.